# Rieutord (affluent du Vioulou)
Pour les articles homonymes, voir Rieutord.
Le Rieutord est une rivière du sud de la France sous-affluent du Tarn et de la Garonne.

## Géographie
De 10,3 km de longueur, il prend sa source sur la commune de Alrance, dans l'Aveyron et se jette dans le Vioulou en rive droite sur la commune de Salles-Curan (Lac de Pareloup).

## Principaux affluents
- Ruisseau de Calméjane, 3,5 km

## Départements et villes traversées
- Aveyron : Alrance, Arvieu, Canet-de-Salars, Salles-Curan.